# Маленький храбрый портняжка (мультфильм, 1938)
Маленький храбрый портняжка - американский короткометражный мультфильм 1938 года, созданный по мотивам сказки братьев Гримм. В центре сюжета — история маленького хвастливого портняжки Микки, который красноречиво хвастался королю, что убил одним ударом целых семь мух. Вдохновленный захватывающим рассказом Микки, монарх отправляет юного храбреца на бой с опасным великаном, который много лет наводит страх на всех жителей королевства. Создан Walt Disney Productions и выпущен RKO Radio Pictures. Это 103-й короткометражный мультфильм в серии фильмов о Микки Маусе и пятый за тот год.

## Роли озвучивали
- Микки Маус (озвучивает Уолт Дисней)
- Минни Маус (озвучивает Марселлит Гарнер)
- Король (озвучивает Эдди Холден)
- Густав Великан (озвучивает Эдди Холден)

## Книги
Комическая адаптация мультфильма появлялась в комиксе воскресной газеты «Микки Маус», который выходил с 28 августа по 27 ноября 1938 года.

## Медиа
Мультфильм был выпущен на DVD-диске «Mickey Mouse in Living Color» в «Walt Disney Treasures». Также был включен в комбинированном сборнике Blu-ray / DVD / Digital в честь празднования Микки 2018 года .

## Награды и признание
Мультфильм был номинирован на премию Оскар за лучший анимационный короткометражный фильм на 11-й церемонии вручения премии Оскар в 1939 году, но проиграл другому мультфильму Уолта Диснея — «Бык Фердинанд». В 1994 году аниматоры признали его 26-м лучшим мультфильмом всех времен. Мультфильм входит в список книги «50 величайших мультфильмов».